# 埃斯皮納爾省

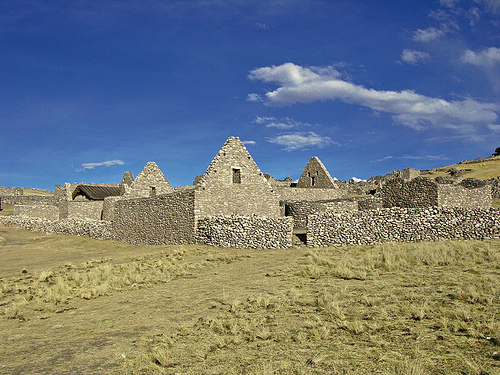

埃斯皮納爾省（西班牙語：Provincia de Espinar），是秘魯的省份，位於該國南部庫斯科大區，首府是堯里，始建於1917年11月17日，面積5,311平方公里，2005年人口66,908，人口密度每平方公里13人。
14°47′32″S 71°24′38″W / 14.792145°S 71.410447°W